# Humanoid Monster Bem
Yōkai Ningen Bem (妖怪人間ベム, Yōkai Ningen Bemu), no Brasil exibida como Humanoid Monster Bem, é uma série de anime exibida no Brasil pelo canal Animax Brasil.
A primeira versão foi uma série de TV exibida no Japão pelo canal Fuji TV entre 7 de outubro de 1968 e 31 de março de 1969.
Uma segunda versão, com 26 episódios, foi feita mais tarde e estreou no canal Animax japonês em abril de 2006 e no Animax Brasil, a partir de dezembro de 2008.
A terceira versão, estreou em 24 de julho até 13 de outubro de 2019, em comemoração aos cinquenta anos do anime. Foi dirigida por Yoshinori Odaka, com os designs dos personagens por Range Murata e Masakazu Sunagawa e foi produzido pelo estúdio NAS com a colaboração da Production I.G. Diferentes das outras versões, esta tem treze episódios em vez de 26.
Uma adaptação em live action para uma série de televisão foi apresentada pela NTV em 22 de Outubro de 2011. Um filme foi lançado em 15 de Dezembro de 2012.

## História
A história gira em torno de três monstros humanoides: Bem o mais velho e líder do grupo, Bela a única youkai feminina do grupo e temperamental e Belo o mais jovem e tem um grande coração. Este trio chega a uma cidade costeira atraídos pela energia negativa, trazida tanto pelos humanos quanto pelos monstros e youkais que atacam os humanos. O trio decidi ficar e proteger os humanos, na esperança de um dia se tornarem humanos em troca de suas boas ações. Apesar de cada temporada conter uma história, design e personagens diferentes, o tema permanece o mesmo.
- História da versão de 2019

A história ocorre em Libra City, uma cidade oposta tanto na sociedade quanto na politica, a Uppertown é o centro da riqueza através da economia, política e cultura e a Outside é o centro da criminalidade e da corrupção. Entre estas duas áreas, esta um canal massivo que as separa e estendesse por uma ponte. Sonia é uma jovem detetive que morava na Uppertown, mas foi transferida para Outside para cuidar de alguns casos, a partir dai se encontra com o Bem que acaba salvando-a de um monstro feito de água, e assim ela passa a investigar casos envolvendo monstros, humanos mutantes e principalmente sobre os três youkais que se dedicam a salvar as pessoas, sejam elas boas ou más. Cada um dos três personagens principais, tem seus motivos pessoais e duvidas para serem humanos, Bem quer se tornar humano e lutar contra o mal que assola a humanidade, Bela quer ter uma vida de estudante com o objetivo de entender melhor os sentimentos das pessoas e Belo que apesar de passar a maior parte do tempo jogando, ele tem duvidas e receios sobre a humanidade e o mundo em geral.